# 中島 (愛媛県)

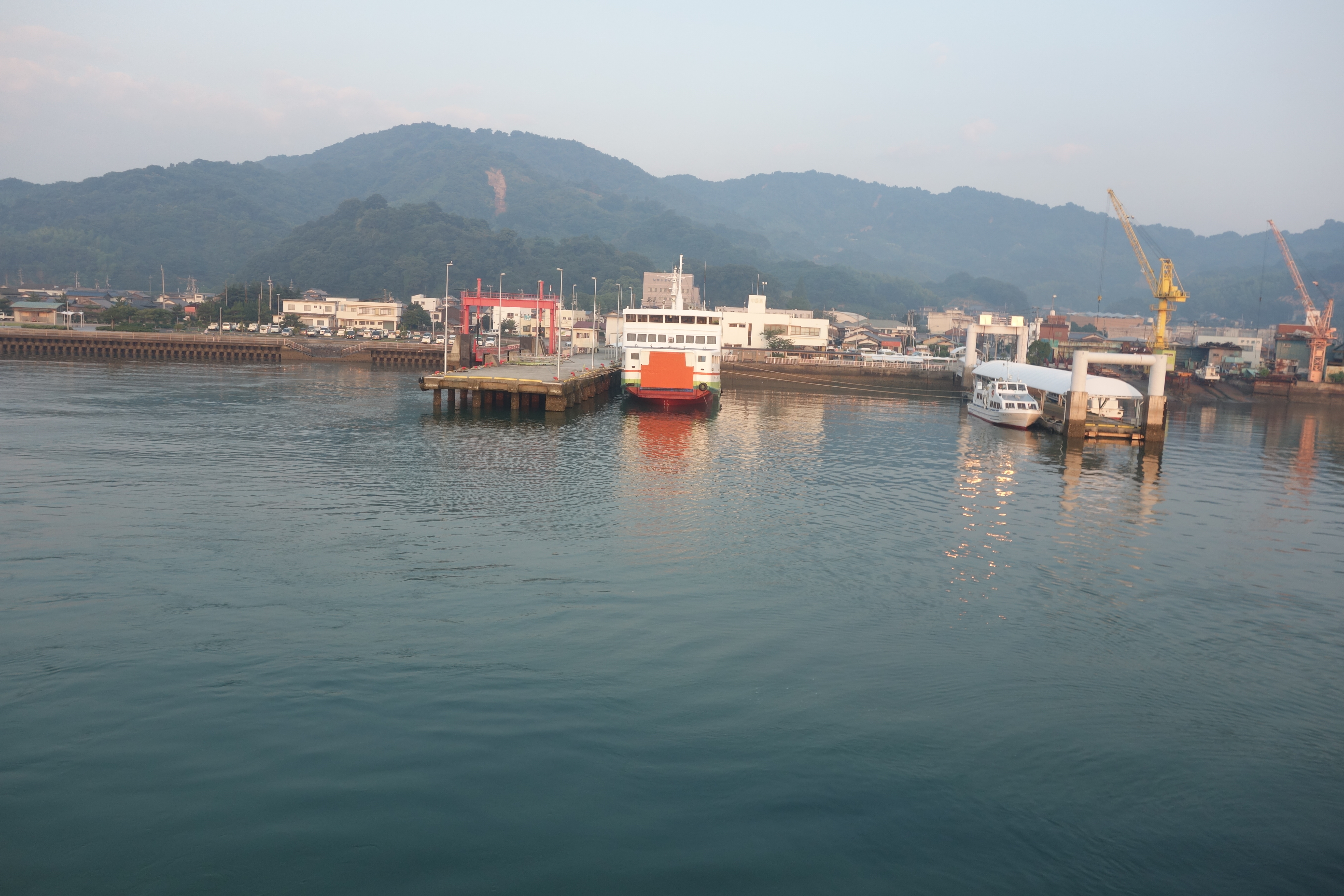
中島の大浦港

中島（なかじま）は、愛媛県松山市に属する離島。同県の北西沖合にある忽那諸島（くつなしょとう）にある一島で、その中では最も面積の広い有人指定離島である。みかんとトライアスロンの島として知られる。

## 中島と中島本島
国土地理院による正式名称は中島（なかじま）であるが、地域名としての中島との混同を避け、「島」としての中島を指す場合は中島本島（なかじまほんとう）または本島（ほんとう）と呼ぶことがある。なお、中島地区（旧中島町域）は上の6つの有人島と周辺の22の無人島から構成される

## 地理

### 位置
釣島海峡を隔てて、松山市の本土側からは北西に約15kmに位置する。周囲には概ね東西に忽那諸島の島々が並ぶ。北は斎灘が広がり、倉橋島を遠望できる。南は釣島海峡を隔てて興居島と対する。南西方向は伊予灘が開かれている。

### 地形
地形は急峻で少ない平野部に人家が点在する。
面積21.27km2、周囲30km。
山
- 大里山（おおりやま） - 296.2m
- 泰ノ山（たいのやま） - 289.2m

国立公園
- 瀬戸内海国立公園

## 自然
気候は瀬戸内海気候で柑橘類の栽培が盛んである。

## 歴史
中世
平安時代から室町時代にかけて海上勢力の忽那氏が活躍し、特に中島は「忽那島」とも称された。『忽那開発記』によると忽那氏の二代目にあたる藤原親朝が寛治年間に六島の開発に乗り出した。
藩政期
松山藩と大洲藩とに分割して統治され、さらにのちには一部は天領とされるなど、複雑な経緯をたどった。詳細は忽那諸島#歴史を参照。
明治以降

## 地域

### 行政
現在、全島域が松山市に属している。2005年（平成17年）1月1日に旧松山市へ編入合併される前は温泉郡中島町に属した。歴史的な変遷は中島町 (愛媛県)#歴史を参照。

### 人口
かつては15,000人ほどの人口であったが、過疎化が進行している。
人口2,098人、世帯1,040戸、高齢化率64.4%。

### 集落
島の海岸線に沿って集落は分散しているが、最大かつ中心集落は島の東部にある大浦地区である。当地には支所、郵便局、高等学校、農業協同組合の選果場や、小規模ながらスーパーマーケット、商店街、金融機関もある。島々を巡る中島汽船の東回り航路の終着点（港）であり、交通の中心ともなっている。
当集落（地区）は町役場（編入合併後は支所）がおかれていた関係もあり、中島本島のみならず忽那諸島全体の中心としての機能も果たしており、公共施設も集中している。

### 地域
以下に、郵便番号順で住所を列挙する。
- 791-4501 中島大浦 なかじまおおうら
- 791-4502 小浜 おばま
- 791-4503 長師 ながし
- 791-4504 宮野 みやの
- 791-4505 神浦 こうのうら
- 791-4506 宇和間 うわま
- 791-4507 熊田 くまた
- 791-4508 吉木 よしき
- 791-4509 饒 にょう
- 791-4510 畑里 はたり
- 791-4511 中島粟井 なかじまあわい

これらのうち大浦と粟井は松山市への編入合併の際に、他地域同名の町があったことから「中島」を冠する表記となった。なお、当時に「大字」は廃止された。

### 医療
大浦にはなかじま中央病院（旧町営病院）があり、津和地島、怒和島、野忽那島、二神島、睦月島各島にある診療所に医療スタッフを派遣している。

### 学校
小学校
- 松山市立中島小学校[7] - 以下3校を統合し、2009年（平成21年）4月8日に開校。
  - 松山市立中島東小学校 - 2009年3月31日に閉校し、2021年（令和3年）9月に取り壊し。
  - 松山市立中島南小学校 - 2009年3月31日に閉校し、2021年9月に取り壊し。
  - 松山市立天谷小学校 - 2009年3月31日に閉校し、2021年9月に取り壊し。

中学校
- 松山市立中島中学校[8]

高等学校
- 愛媛県立松山北高等学校中島分校

## 経済・産業
まつやま農林水産物ブランドであるカラマンダリンの松山市内の主産地である。
製造業としては、造船所が大内造船所と岡島造船所の2社、その他、鉄工所や縫製業等が若干ある。

## 交通

### 道路
主要地方道
- 愛媛県道41号中島環状線

## 港湾
中島港（愛媛県管理の地方港湾）、西中港（松山市管理の地方港湾）。他は漁港。

### 航路

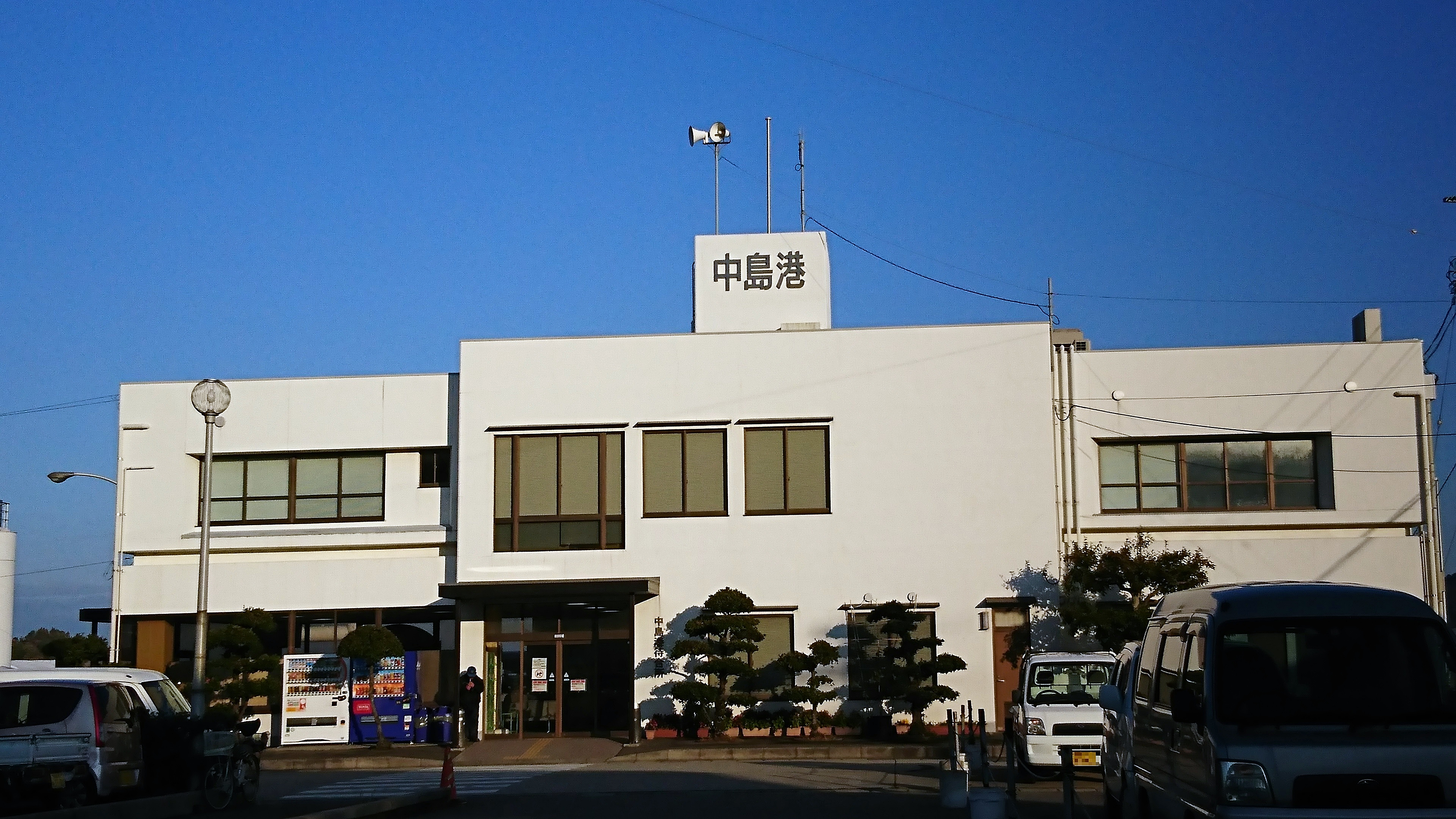
中島港ターミナル。通名は「大浦港」である

中島汽船が高速船とフェリーを運航している。松山港（高浜港）と本島を結んでおり、東線と西線がある。東線は大浦港に、西線は神浦港・西中港に寄港する。
- 東線寄港地 : 睦月島（むづき）、野忽那島（のぐつな）、大浦（終点、中島本島）

- 西線寄港地 : 釣島（つるしま）、神浦（こうのうら、中島本島南岸）、二神島（ふたがみ）、津和地島（つわじ）、元怒和（もとぬわ、怒和島）、上怒和（かみぬわ、怒和島）、西中（にしなか、中島本島）

西中港と釣島港はフェリーのみ。また西中港からは二神・津和地・怒和島への運賃のみが設定されており、その他の港への運賃は設定されていない。

### 島内交通（バス）

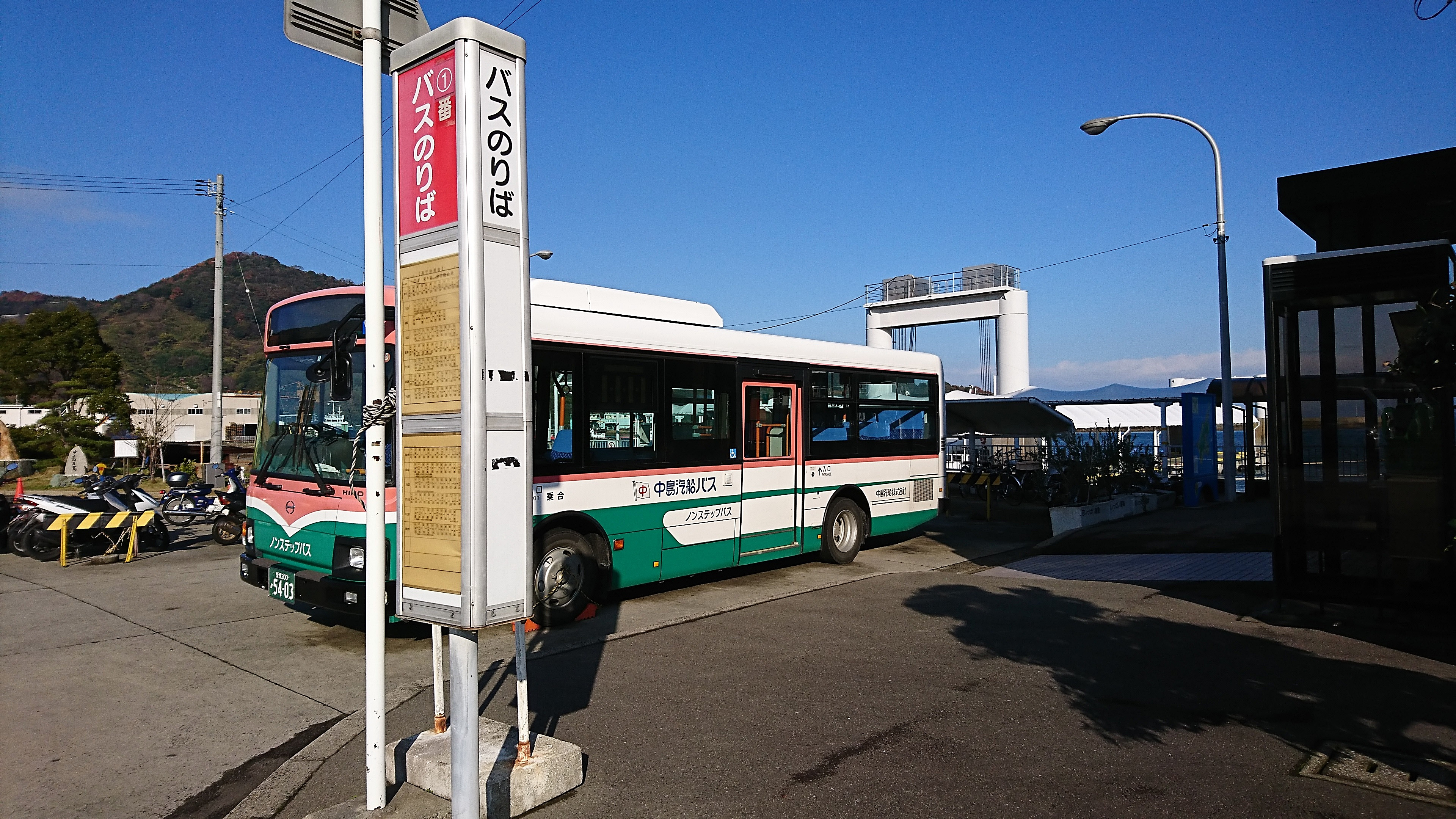
中島汽船バス。中島港ターミナルを基軸に島の各地を結ぶ

中島汽船の運営による「中島汽船バス」があり、大浦港を拠点に、島を一周する路線と、トンネル経由で島を横断する路線とがある。中島汽船の船便に接続しており、例えば西線の神浦港から大浦方面に乗り継ぐことができる。

## 観光・文化

### 観光地

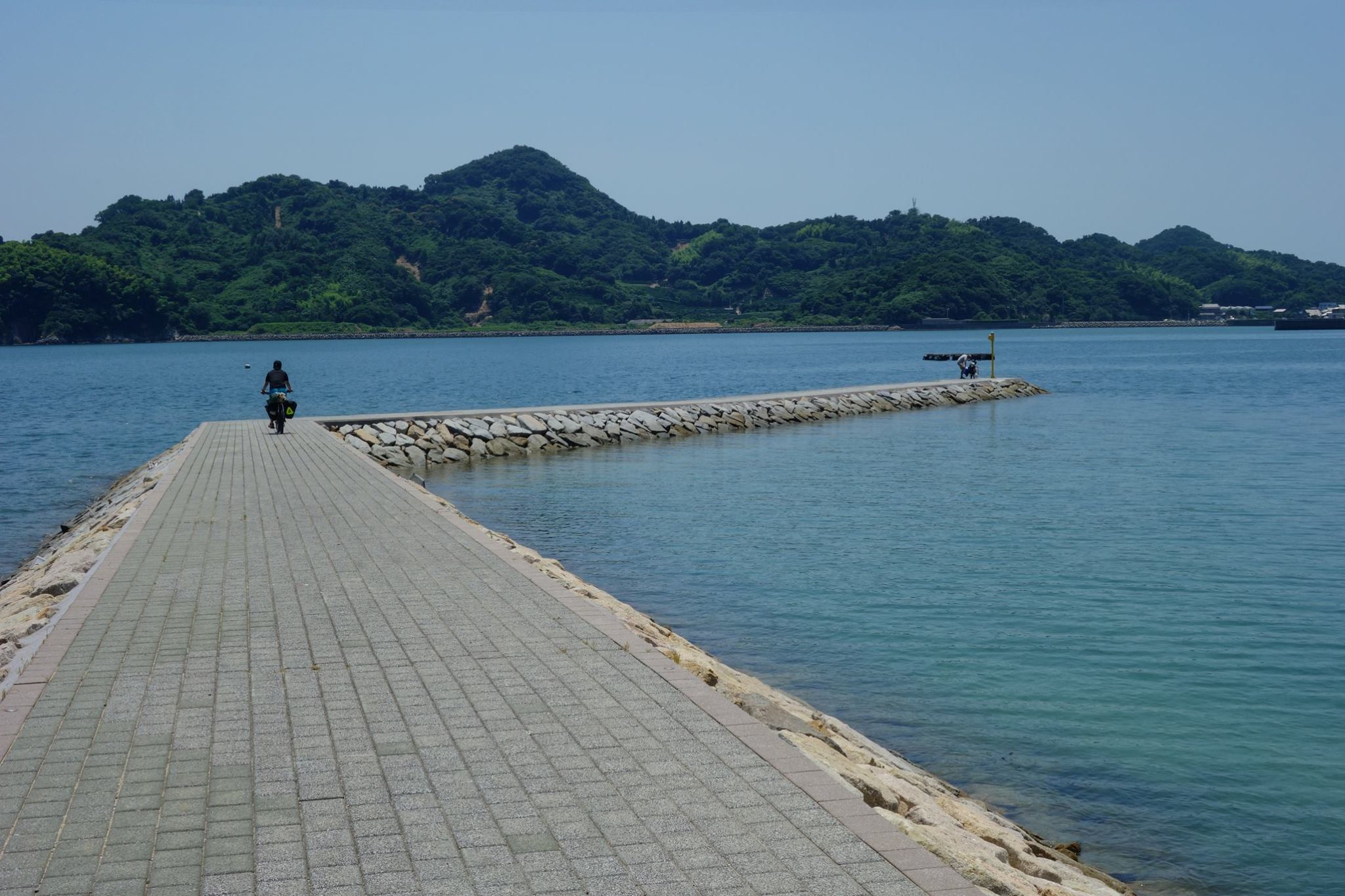
アミアゲビーチの堤防

- アミアゲ・ビーチ - 大浦港近くの人工の海水浴場[4]。堤防は釣りスポットとしても知られる[4]。
- 姫ヶ浜海水浴場 - トライアスロン中島大会の出発地点。500m程の砂浜がある[4]。
- 大串キャンプ場（大浦海水浴場） - 沖合に久兵衛小島という島があり干潮時には歩いて渡れることが出来る。
- 桑名神社 - 1104年に地頭だった藤原（忽那）兼平が社殿を建てたとされる[4]。
- 泰ノ山城跡 - 標高289メートルの泰ノ山の山頂に忽那兼平によって1189年に築城された城跡[4]。

### 名産
- 柑橘類[4]
- 魚貝類 活媛あなご（かつひめあなご）など

### 祭り・イベント
- トライアスロン中島大会 - 毎年8月下旬の日曜日に開催され、500人ほどの参加者がある[4]。
- やっこ振り - 秋祭り（10月初旬）に行われている。

### 宿泊施設
- 島内に民宿が数軒。
- 姫ケ浜荘 - 2020年（令和2年）7月18日に『ほしふるテラス姫ケ浜[11]』としてリニューアルオープン。

## 関連図書
- 角川日本地名大辞典編纂委員会編『角川日本地名大辞典38 愛媛県』角川書店、1981年、468-469頁、908-912頁